# Eva Björg Ægisdóttir
Eva Björg Ægisdóttir, née en 1988 à Akranes,  est une écrivaine islandaise, autrice de romans policiers.

## Autrice de romans policiers
La plupart des intrigues de ses romans suivent les enquêtes et la vie personnelle d'une policière, Elma, revenue travailler dans sa ville natale, Akranes,,,. Les deux premiers livres, Elma et Les Filles qui mentent, débutent par la découverte du cadavre d'une femme,,,,. Dans le troisième roman, Les Garçons qui brûlent, Elma, enceinte, enquête après la mort d’un jeune homme dans l’incendie de sa chambre,,,,. Comme les précédents, le cinquième roman, Les enfants qui blessent, s'ouvre par la découverte d'un cadavre, mais un second meurtre se produit. Elma, qui reprend le travail après son congé de maternité, doit enquêter sur ces deux événements.
Le quatrième roman, Le Clan Snæberg, est un huis clos dans un hôtel de luxe, où se joue un drame familial,,,,.
Son roman Elma a reçu en Islande le Blackbird Award, prix créé par les écrivains islandais Yrsa Sigurdardóttir et Ragnar Jónasson qui récompense les meilleurs espoirs du polar islandais,,,.
Les livres d'Eva Björg Ægisdóttir sont traduits et édités dans 14 langues.

## Œuvres

### Série Elma
1. Elma [« Marrid í stiganum »] (trad. de l'anglais par Ombeline Marchon), Paris, Éditions de La Martinière, 2021, 400 p. (ISBN 9782732494944, lire en ligne)[4],[3]. Réédition en poche Points Policiers P5552, 2022[5].
2. Les Filles qui mentent [« Stelpur sem ljúga »] (trad. de l'islandais par Jean-Christophe Salaün), Paris, Éditions de La Martinière, 2022, 416 p. (ISBN 9782757898918, lire en ligne)[6],[22],[7],[23]. Réédition en poche Points Policiers P5905, 2023.
3. Les Garçons qui brûlent [« Næturskuggar »] (trad. de l'islandais par Jean-Christophe Salaün), Paris, Éditions de La Martinière, 2023, 432 p. (ISBN 9791040114222, lire en ligne)[1],[2],[24],[8],[9],[10]. Réédition en poche Points Policiers P6152, 2024.
4. Les enfants qui blessent [« Strákar sem meiða »] (trad. de l'islandais par Jean-Christophe Salaün), Paris, Éditions de La Martinière, 2025, 400 p. (ISBN 979-10-401-2167-1, lire en ligne)[11].

### Autre roman
- Le Clan Snæberg [« Þú sérð mig ekki »] (trad. de l'islandais par Jean-Christophe Salaün), Paris, Éditions de La Martinière, 2024, 416 p. (ISBN 9791040116974, lire en ligne)[12],[13],[14],[15],[16]. Réédition en poche Points Policiers, P6365, 2025.